# Porphyrinia ragusoides
Porphyrinia ragusoides là một loài bướm đêm trong họ Noctuidae.